# McLoud
McLoud is een plaats (town) in de Amerikaanse staat Oklahoma, en valt bestuurlijk gezien onder Pottawatomie County.

## Demografie
Bij de volkstelling in 2000 werd het aantal inwoners vastgesteld op 3548.
In 2006 is het aantal inwoners door het United States Census Bureau geschat op 4153, een stijging van 605 (17.1%).

## Geografie
Volgens het United States Census Bureau beslaat de plaats een oppervlakte van
47,7 km², waarvan 47,5 km² land en 0,2 km² water. McLoud ligt op ongeveer 339 m boven zeeniveau.

## Plaatsen in de nabije omgeving
De onderstaande figuur toont nabijgelegen plaatsen in een straal van 24 km rond McLoud.